# Streptopogon calymperes
Streptopogon calymperes är en bladmossart som beskrevs av C. Müller in Geheeb 1881. Streptopogon calymperes ingår i släktet Streptopogon och familjen Pottiaceae. Inga underarter finns listade i Catalogue of Life.